# Airliner Sky Battle
Airliner Sky Battle ist ein US-amerikanischer Actionfilm aus dem Jahr 2020 von Rob Pallatina, der auch für den Filmschnitt verantwortlich war. Produziert wurde er vom Filmproduktionsstudio The Asylum.

## Handlung
Zwei russische Agenten schaffen es, getarnt als Flugzeugreiniger, ein US-amerikanisches Passagierflugzeug unter Kontrolle zu bringen. Die beiden Entführer planen, dieses in ein Kernkraftwerk in der Nähe von Washington, D.C. zu stürzen. Der daraus resultierende radioaktive Niederschlag soll die Ostküste der USA verseuchen. Zusätzlich haben sie sich in das System der Streitkräfte der Vereinigten Staaten gehackt und alle Anwendungen gesperrt. Daher registriert die United States Air Force erst sehr spät die Entführung des Flugzeugs und schafft es deshalb nicht, das Flugzeug aus Sicherheitsgründen abzuschießen.
Um das Flugzeug zu stoppen, wird ein weiteres Passagierflugzeug dazu genötigt, dieses zu stoppen. Die Passagiere werden dazu gedrängt, sich auf ihre eigenen Fähigkeiten zu verlassen und die Terroristen aufzuhalten, bevor diese das Flugzeug zum Absturz bringen können.

## Hintergrund
In den USA, Kanada und Polen startete der Film am 13. November 2020. In Deutschland startete der Film am 30. Juli 2021 in den Videoverleih.

## Rezeption
„Ein billig produzierter Actionthriller mit einer derart haarsträubenden Handlung, dass sich daraus ein bescheidener Unterhaltungswert ergibt. Die formale Unbeholfenheit und viel Leerlauf sind auf Dauer allerdings nicht zu übersehen.“

„Wirr, aber die Actionszenen sind nicht schlecht.“

Phil Wheat von Nerdly prangerte die Story insofern an, als es wieder mal um terroristische Pläne die US-amerikanische Küste betreffend geht. Dennoch schrieb er von einer „soliden Geschichte“ und fand, dass auch ein Gerard Butler die Hauptrolle hätte übernehmen können und sie als Fortsetzung seines Films Geostorm fungieren könnte. Final urteilte er, die „Tatsache, dass dies für ein paar Cent gemacht wurde, mit einer Besetzung von Unbekannten, sollte und wird nicht von einem fantastischen Actionfilm ablenken.“
In der Internet Movie Database hat der Film bei über 278 Stimmabgaben eine Wertung von 3,3 von 10,0 möglichen Sternen (Stand: 1. August 2022).